# ای.تی. موجود فرازمینی (بازی ویدئویی)
ای.تی. موجود فرا زمینی (انگلیسی: E.T. the Extra-Terrestrial) یک بازی ویدئویی در سبک بازی اکشن-ماجراجویی است که توسط آتاری و در سال ۱۹۸۲ در پلت‌فرم آتاری ۲۶۰۰ منتشر شده‌است.

## نگارخانه

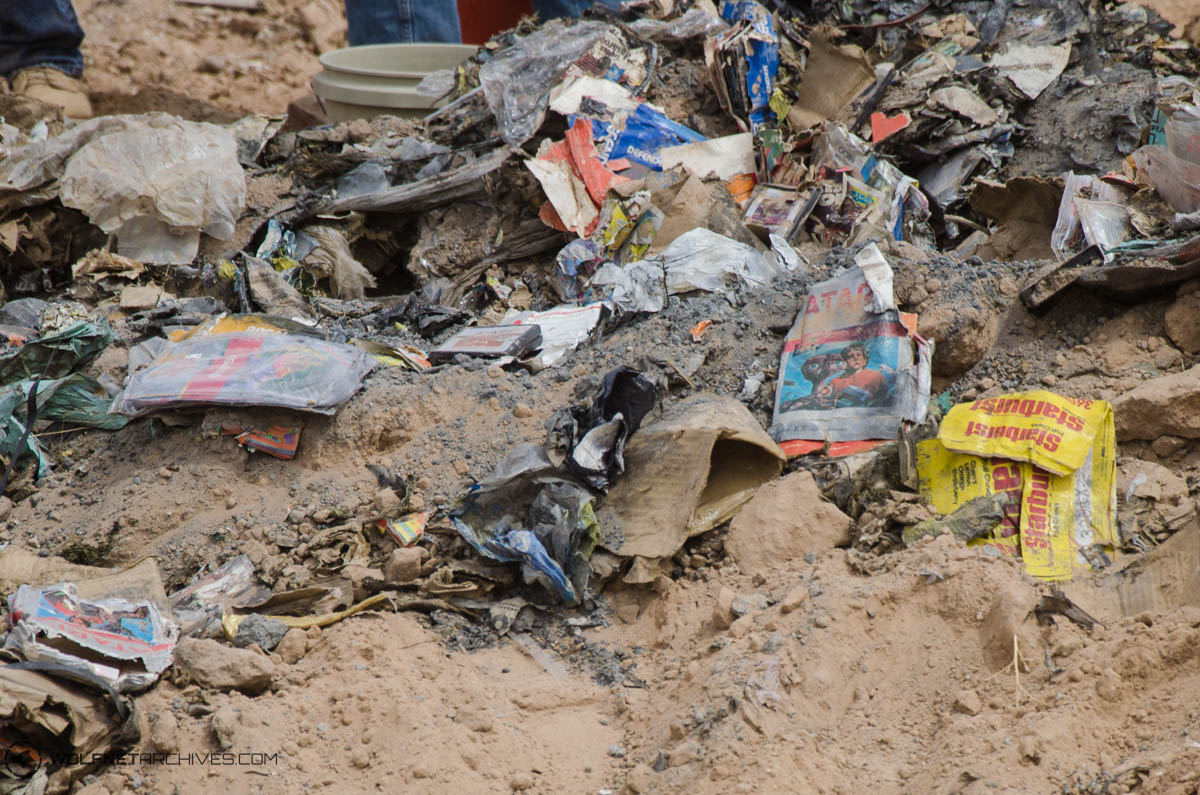
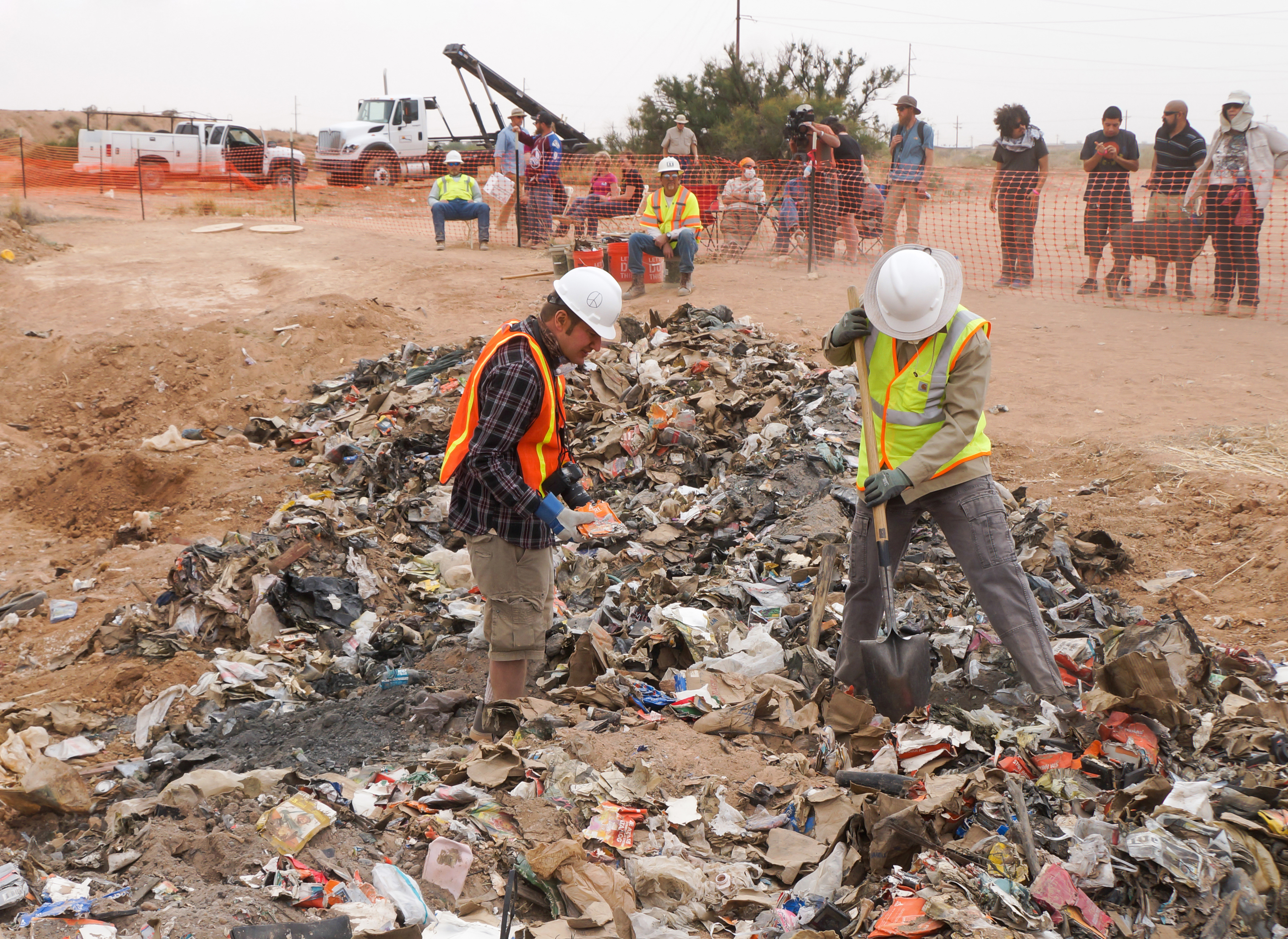
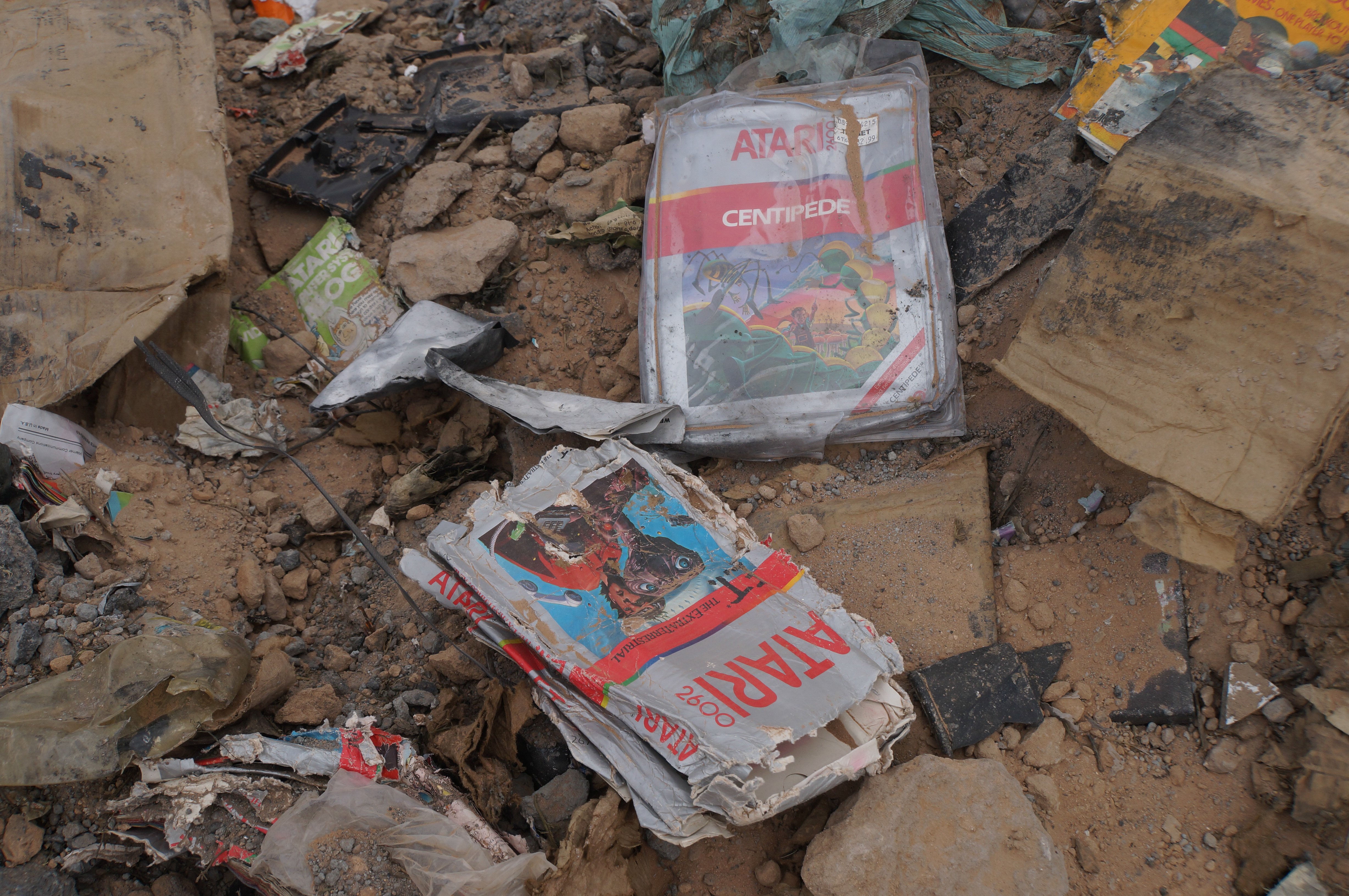